# Беловежская улица (Москва)
Белове́жская улица (название утверждено 22 ноября 1964 года) — улица в Москве на территории Можайского района Западного административного округа. Начинается от Вяземской улицы недалеко от её пересечения с Можайским шоссе, затем проходит параллельно Можайскому шоссе, после двух поворотов — параллельно МКАД, заканчивается пересечением со Сколковским шоссе. Улица окружает собой 92-й и 95-й кварталы Кунцева. В центре квартала расположен живописный Беловежский пруд. Нумерация домов начинается от Вяземской улицы.

## Происхождение названия
Улица названа 22 ноября 1964 года по Беловежской Пуще — заповеднику, находящемуся на границе Польши и Беларуси в связи с расположением на западе Москвы. Улица образовалась после того как эта территория была присоединена к Москве в 1960 году и стала районом массовой жилищной застройки.

## Транспорт
На улице расположена конечная автобусная станция «Беловежская улица» (95-й квартал Кунцева). Возможна пересадка на следующие маршруты автобуса и электробуса:
| 157:  | Беловежская улица • Славянский бульвар • Парк Победы • Кутузовская • Киевский вокзал                                                           |
| 157к: | Беловежская улица • Славянский бульвар |
| 205:  | Яблоневый сад • Аминьевская • Рабочий Посёлок • Кунцевская • Кунцевская                                                                        |
| 231:  | Беловежская улица • Славянский бульвар • Филёвский парк                                                                                        |
| с289: | 66-й квартал Кунцева • Сетунь • Витебская улица                                                                                                |
| 825:  | |
| н2:   | Беловежская улица • Славянский бульвар • Парк Победы • Кутузовская • Арбатская • Библиотека имени Ленина • Охотный Ряд • Лубянка • Китай-город |

«→» — остановки проходятся только при движении в прямом направлении; «←» — остановки проходятся только при движении в обратном направлении.

## Здания и сооружения
По нечётной стороне:

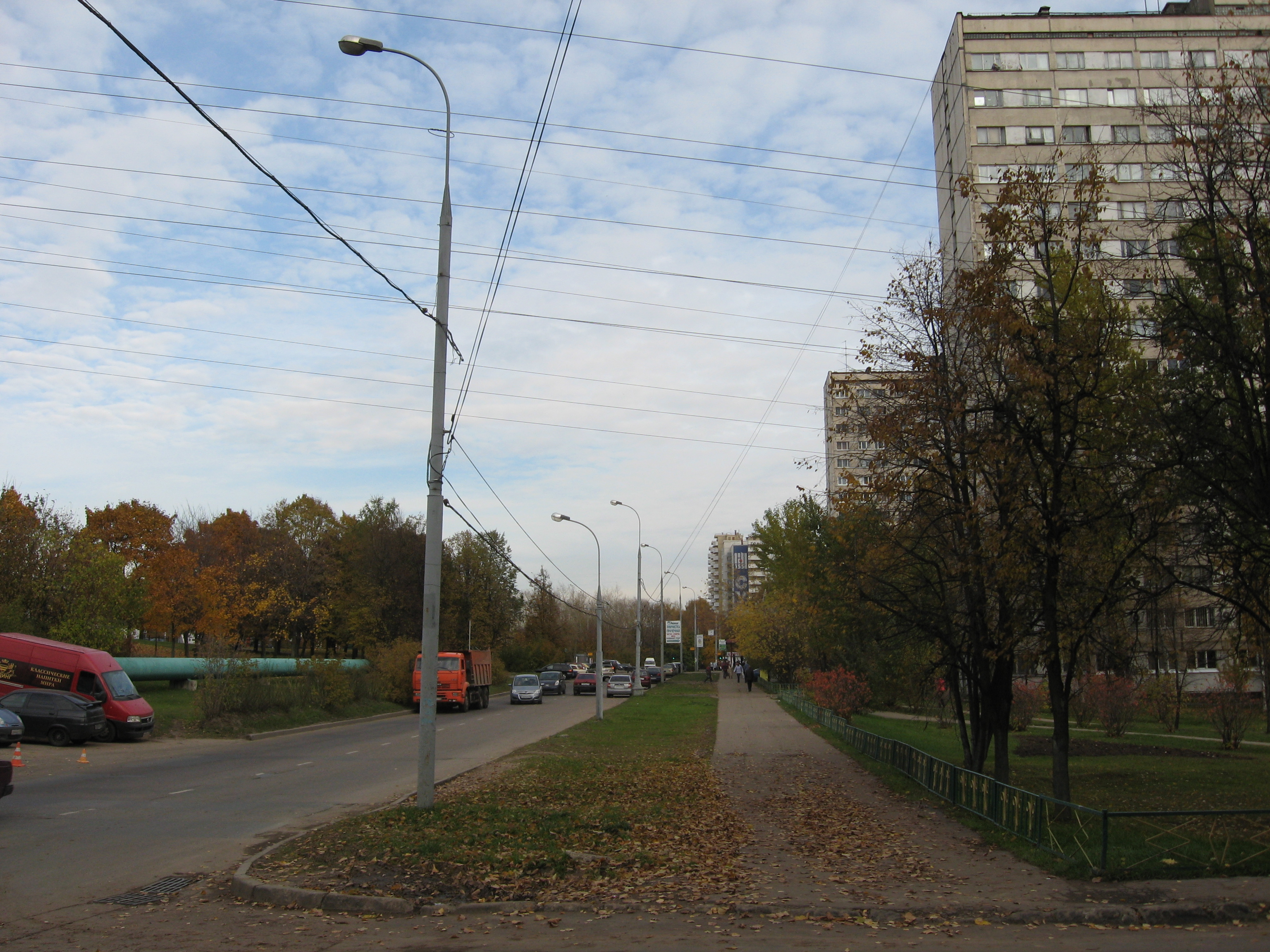
Возле дома № 15

- 1, 3, 15, 17, 19 — панельные 16-этажки
- 1к2 — универсам «Пятёрочка», Сбербанк России
- 5 — общежитие Федеральной пограничной службы РФ (бывш. детский сад № 458 ФГУП «ВКНПЦ им. Хруничева»).
- 7 — ГБОУ Школа № 384 имени Д. К. Корнеева (начальная школа), (ранее была школа № 811)
- 9, 11, 13, 23, 25, 27, 29, 31, 37к1, 37к2 — снесённые пятиэтажные дома («хрущёвки»)
- 15к2 — магазин мототехники
- 17к2 — жилой комплекс «Беловежская пуща»
- 21 — панельный 12-подъездный дом (с 1 по 7 подъезды - 10 этажей, с 8 по 12 подъезд - 9 этажей).
- 43 — детская поликлиника № 51
- 45 — поликлиника № 151
- 67, 67с — ГБОУ Школа № 384 имени Д. К. Корнеева (старшие классы), (ранее были две разные школы № 383, 384 в одном здании)
- 61, 77, 95 — панельные 9-этажки

В связи с реконструкцией квартала в 2007—2009 годах большинство панельных пяти этажных домов были снесены, на их месте построены многоэтажки серии КОПЭ или П-44Т.
По чётной стороне: По чётной стороне улицы жилых домов нет.
4 -- Бизнес-парк "Западные Ворота".
- 6 — автосалон, автосервис, шиномонтаж (въезд со МКАД)
- 10 — автобусный парк
- 12 — парковочный комплекс на 6 этажей
- 22 — гаражный кооператив «Беловежский»